# بال هشتاد و هشتی کرامر
بال هشتاد و هشتی کرامر گونه‌ای پروانه‌است که در تیره فرچه‌پایان قرار دارد. زیستگاه این گونه از مکزیک تا پرو و برزیل گسترده‌است. پهنای بال این گونه ۳۰ تا ۴۰ میلی‌متر است. پروانه‌های بزرگسال، سیاه رنگ با نوارهای آبی و زیر بال قرمز رنگ با نوارهای مشکی با پیراخط و طرح عدد 88 لاتین می‌باشد.

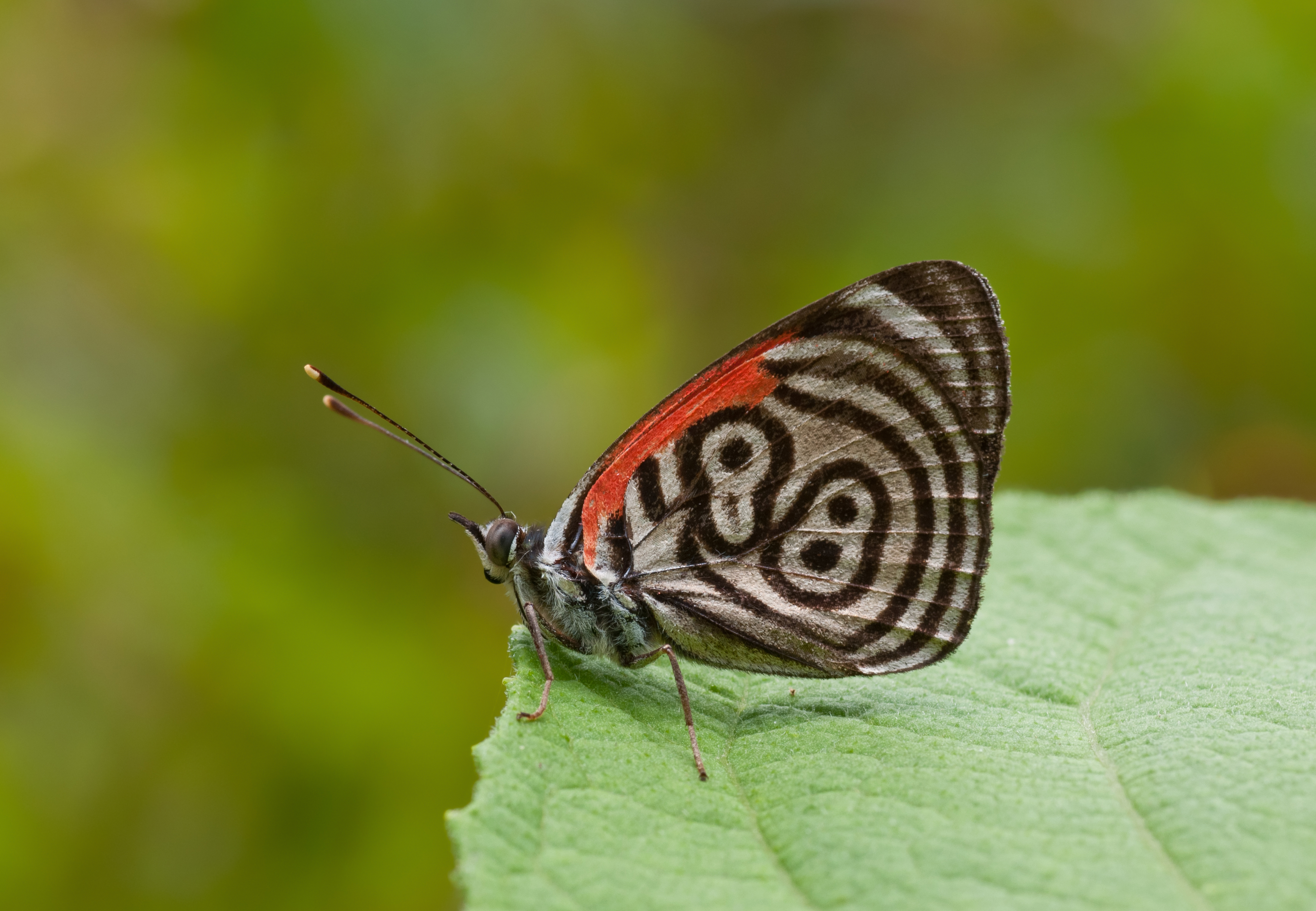
زیرگونه‌ای از این پروانه با نام علمی Diaethria clymena marchalii